# Битка код Монтепелоса
Битка код Монтепелоса одиграла се 3. септембра 1041. год. између ломбардско-норманских побуњеничких снага и Византијског царства, близу Монтепелоа у јужној Италији. Византијце је предводио, Ексавгуст Војоан , када су били принуђени да уђу у битку, да би након једне целодневне борбе побуњеници победили византијску војску и заробили Вонијана. Убедљива победа побуњеника приморала је побуњенике да се повку у обалске градове, остављајући Норманима и Ломабардима контролу над целом Апенинским полуострвом укључујући ту централне и јужне делове.

## Позадина
Битка код Монтепелоса је била Ломбардско норманске побуне против Византијског царства у јужној Италији, којој су претходиле битке код Оливета у марту, и Монтемађора у мају, у којима су обе победе однели побуњеници.Пре битке, Ломбарди и Нормани су се договорлили изабравши Атенулфа, брата Пандулфа III од Беневентоа, за свог новог вођу, док је Византијски капетан Михјло Докејан био замењен Војоаном.
Нови заједничи вођа побуњеника, Атенулф, био је део владајуће Беневетске породице која је била ривал Норманског финансијера Гвајимара IV од Салерна, упркос томе што су нормански заповедници предводили побуњеничку војску, Нормани себи још увек нису могли приуштити раскид савеза са Лонгобардима.

## Битка
Након битке код Монтемађора, Бонијан је начинио свој први покушај у подизању опсаде над Мелфијем, који су заробили побуњеници. Као одговор на ово, норманске и номбардске снаге су извршиле контранапад на Бонијанов логор код Монте Сириколоа, близу Монтепелоса (данашња Ирсина) на реци Брадано. Византијска војска која се налазила под Бонијановом командом била је сигурна унутар свог упоришта у Монтепелосу, али с обзиром на то да су побуњеници желели да избегну развлачењ својих снага заједно са опсадом, они су натерали визатијсу војску и Варјашку грду у борбу упорно крадући њихову стоку (говеда).. Битка се протегла већи делом дана током кога су се водиле непрестане и жестоке борбе, али је норманска коњица, предвођена Вилијамом Гвозденом руком, успела да обезбеди убедљиву победу побуњеницима. Бонијансу су заробили побуњеници за време борбе и задржали у заробљеништву ради размене.

## Последице
Победа побуњеника приморала је византијску војску да се повуче у приобалне грдове остављајући на тај начин цели унутрашњи простор јужне италије нормаскиким и лонбардским побуњеницима. Након ове победе, град Матера је прешао на страну побуњеника подржавши њихову побуну, док су обалски градови Бари, Монополи и Ђовинацо одрекли свог савезништва са византијским царством како би избегли норманско пуштоње.
Након побуне вођа побуњеника Атенулф је послат назад кући након што је откривено да је новац добијен од откупа приликом размене Бонијана задржао за себе. Иако су нормански витезови вршили притисак да наредни вођа буде Норманин, ипак су на крају били надгласани од Лонгобарда и морали су признати за свог вођу Агира из Барија, иначе бившег византијског капетана Италије.
Битка код Монтепелоса је била последња озбиљна битка између Нормана и Византијаца вођена на Апенинском полуострву.